# Ludwig Fainberg
Leonid Fainberg, més conegut com a Ludwig Fainberg, o amb els sobrenoms de Lyosha o Tarzan, (Odessa, 3 de gener de 1958) és un gàngster ucraïnès d'origen jueu, que es va donar a conèixer la dècada del 1990 per les seves activitats a Miami, on regentava un club de striptease i traficava amb cocaïna. Fainberg va organitzar junt amb els seus socis la venda d'helicopters Mi-8, provinents de l'Exèrcit Soviètic, als càrtels colombians del narcotràfic, i va intentar la venda d'un submarí militar.
Ludwig Fainberg va néixer el 3 de gener de 1958 a Odessa, però a l'edat de tretze anys, el 1972, va emigrar a Israel, i vuit anys més tard al Berlín oriental. Allí va participar en un grup dedicat a la falsificació de targetes de crèdit i el frau, que liderava Efim Laskin. Arràn d'un enfrontament amb un grup rival, va fugir als Nova York el 1984, i s'instal·là a la comunitat russa de Brighton Beach. on va retrobar Grisha Roizes (El Caníbal), un mafiós fill d'una amics de la seva família que es dedicava al narcotràfic encobert en un negoci de mobles. El 1990 va marxar a Miami, on va obrir un club de Striptease que va batejar en honor de la pel·lícula Porky's. Fainberg no va exercir mai de cap mafiós, però el seu club era punt de trobada per a molts membres del crim organitzat rus, de manera que era conegut com un facilitador de suport i contactes a Florida. Junt amb Juan Almeida i Nelson “Tony” Yester, dos cubans amb contactes als càrtels colombians, van organitzar una operació de venda d'helicopters Mi-8, i van intentar una altra per a vendre un submarí de classe Foxtrot de la base russa de Kronstadt, que hagués pogut transportar 40 tones de cocaïna. Investigat per la DEA i l'FBI, que van enregistrar-li més d'onze mil trucades, Fainberg va ser detingut el 1997. Va declarar contra els seus socis en el judici, aconseguint ser deportat a Israel el 1999. Va marxar a Otawa, on el periodista Victor Malarek va destapar la seva intenció de crear una xarxa de prostitució basada en el tràfic de persones, i el 2003 tornà a ser deportat a Israel. Va reprendre les seves activitats criminals a Panamà, on va ser detingut l'any 2011.